# 1er régiment des éclaireurs de la Garde impériale

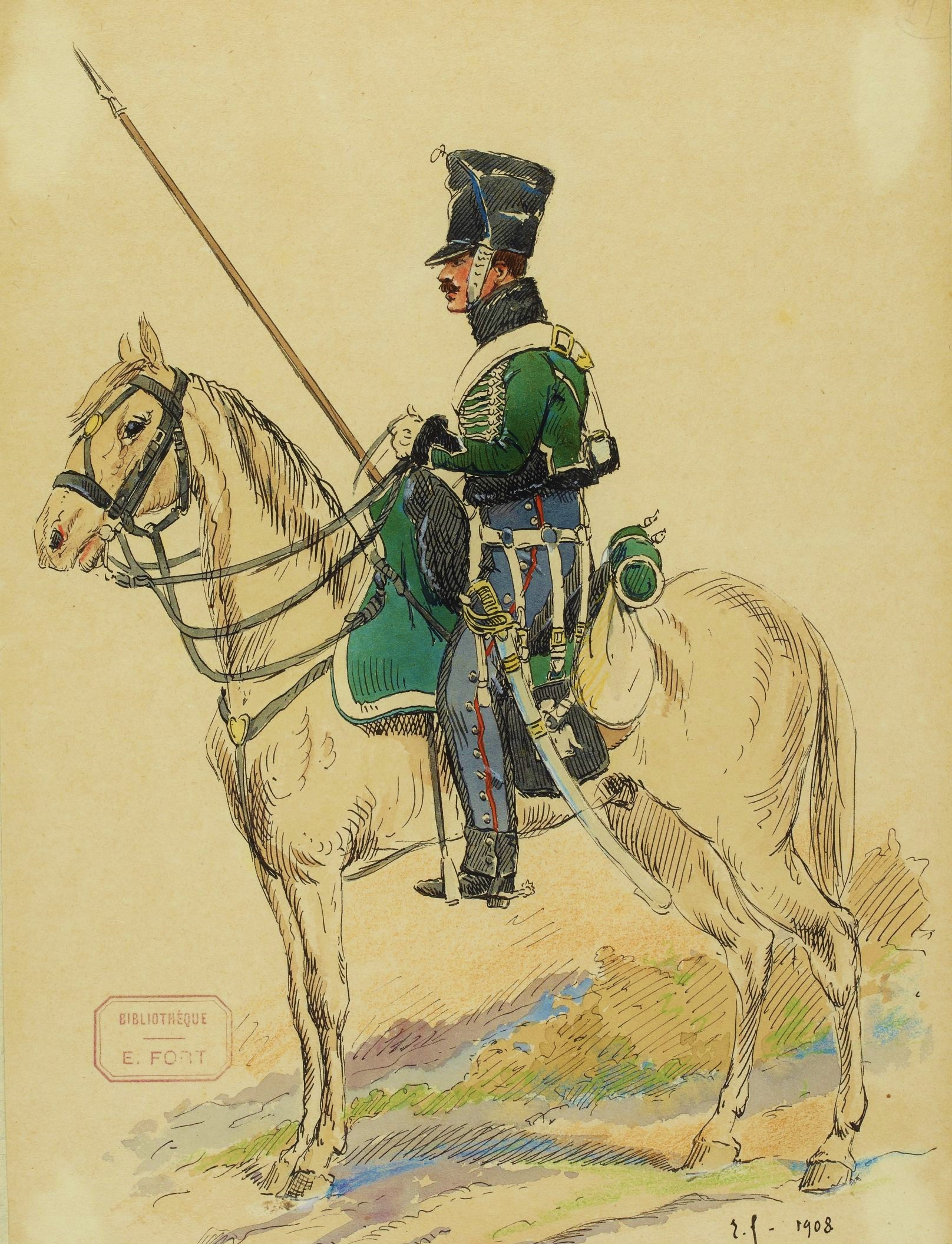
Éclaireur-grenadier, 1814

Das 1er régiment des éclaireurs de la Garde impériale war eine Einheit der leichten Kavallerie der Garde impériale der Napoleonischen Armee während der Koalitionskriege. Aufgestellt 1813, wurde es im Zuge der Ersten Restauration 1814 bereits wieder aufgelöst. Während des Rückzuges im Russlandfeldzug wurde die Grande Armée stark von Kosaken bedrängt. Die Regimenter der leichten Kavallerie waren dem besser gewachsen als die schwere Kavallerie wie die Grenadiers à cheval oder die Dragoner.
Hiervon sehr beeindruckt, befahl Napoléon nach seiner Rückkehr nach Frankreich die Aufstellung der
Éclaireurs de la Garde impériale zu drei Regimentern als Gegengewicht zu den Kosaken.

## Aufstellung
Durch die dramatischen Aussichten nach den ersten Schlachten auf französischem Boden seit den Revolutionskriegen sah sich Napoléon genötigt, seine Garde ab dem 4. Dezember 1813 umzubilden. Im Artikel 1 des Dekrets wurde die Aufstellung der „Éclaireurs de la Garde impériale“ befohlen. Schließlich wurden drei Regimenter realisiert. Das 1. Regiment wurde mit der Bezeichnung „Régiment des éclaireurs-grenadiers“ den „Grenadiers à cheval de la Garde impériale“ zugeteilt.

## Kommandanten
Das erste Regiment wurde dem Colonel Claude Testot-Ferry unterstellt, der von den Dragons de l’Impératrice abgestellt worden war, vormals eine Funktion als Aide de camp von Maréchal Marmont bekleidet hatte und dem Kaiser mehrfach positiv aufgefallen war.
Die Einheit bestand aus vier Escadrons zu je 250 Mann mit den Escadronskommandanten:
- Chef d’escadron Pierre, vormals im 10e régiment de chasseurs à cheval und bei den Chasseurs à cheval de la Garde
- Chef d’escadron Delavillane
- Chef d’escadron Lepot, von den Grenadiers à cheval de la Garde
- Chef d’escadron Kister

Die Mehrzahl der Offiziere kam aus der kaiserlichen Garde.

## Uniformen

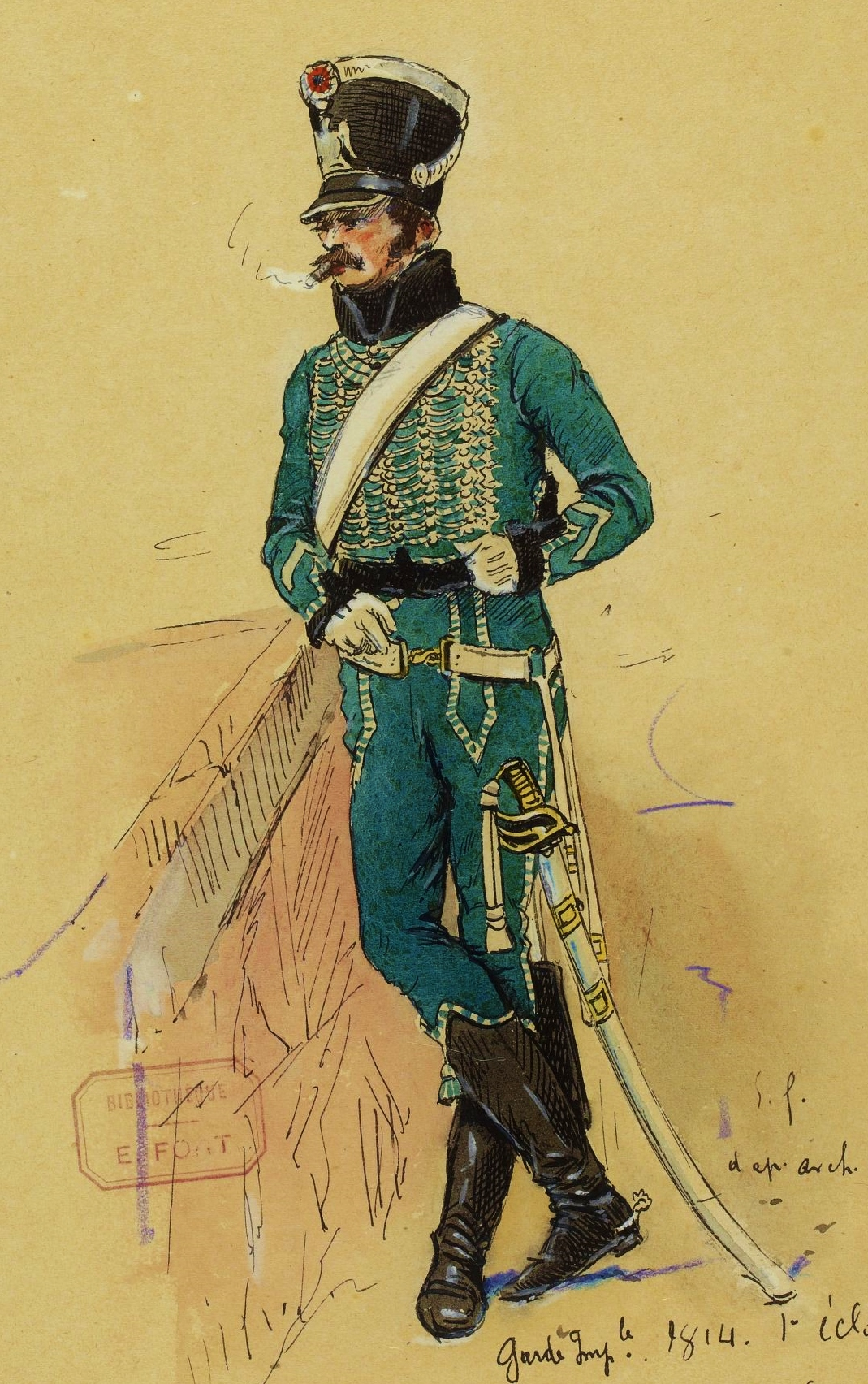
Der Dolman, wie er von der 1. Escadron getragen wurde

Die Uniform der 1. Escadron (mit dem Prädikat der Alten Garde ausgezeichnet) lehnte sich zum größten Teil an eine Husarenuniform an, wie sie von den Gardes d’honneur getragen wurde – dunkelgrüner Dolman mit weißer Verschnürung.
Die drei anderen Escadrons (der Jungen Garde zugehörig) trugen die Uniform der „Chasseurs à cheval de la ligne“ (Jäger zu Pferde der Linie) mit kurzer, grüner Weste, auch „Kinski“ genannt.

## Einsätze
Durch die späte Aufstellung 1813 kam die Einheit in diesem Jahr nicht mehr zum Einsatz.
Es nahm lediglich 1814 am Feldzug in Frankreich teil und wurde nach der Rückkehr von Ludwig XVIII. aufgelöst.
Eingesetzt wurde es am:
- 29. Januar in der Schlacht bei Brienne
- 1. Februar in der Schlacht bei La Rothière
- 10. Februar in der Schlacht bei Champaubert
- 11. Februar in der Schlacht bei Montmirail
- 18. Februar in der Schlacht bei Montereau
- 7. März in der Schlacht bei Craonne
- 20. bis 21. März in der Schlacht bei Arcis-sur-Aube

Die wichtigste Aktion der Einheit war die Wegnahme von preußischen Artillerie-Batterien in der Schlacht bei Craonne, sehr zur Freude von Maréchal Ney und dem Kaiser. Colonel Claude Testot-Ferry wurde dafür noch auf dem Schlachtfeld von Napoléon persönlich zum Baron des Empire ernannt.